# Chen Longcan
Chen Longcan (chinesisch 陈龙灿, Pinyin Chén Lóngcàn; * 30. März 1965 in Chengdu, Sichuan) ist ein ehemaliger chinesischer Tischtennisspieler. Er ist Weltmeister und Olympiasieger im Doppel sowie zweimaliger Mannschaftsweltmeister.

## Erfolge
Chen Longcan spielte in der Regel Doppel mit seinem Landsmann Wei Qingguang. Zwischen 1985 und 1989 nahm Chen Longcan an drei Weltmeisterschaften teil. 1985 erreichte er im Einzel das Endspiel, das er gegen Jiang Jialiang (China) verlor. Mit der chinesischen Mannschaft gewann er die Goldmedaille, die er zwei Jahre später verteidigte. 1987 wurde er zudem Weltmeister im Doppel. 1987 wurde er Vizeweltmeister mit dem chinesischen Team. Im Doppel und im Mixed (mit Gao Jun) kam er ins Halbfinale.
1988 wurde er für die Olympischen Sommerspiele nominiert. Dabei gewann er mit Wei Qingguang die Goldmedaille im Doppel.
Von 1991 bis 2000 spielte Chen Longcan in Japan, danach beendete er seine aktive Laufbahn. Er trainierte ein Jahr lang die Japanerin Ai Fukuhara, 2001 kehrte er nach China zurück.

## Turnierergebnisse
| Verband | Turnier                 | Jahr | Ort                    | Land | Einzel        | Doppel        | Mixed         | Team |
| ------- | ----------------------- | ---- | ---------------------- | ---- | ------------- | ------------- | ------------- | ---- |
| CHN     | Asienmeisterschaft ATTU | 1988 | Niigata                | JPN  | Gold          | Gold          | Viertelfinale | 1    |
| CHN     | Asienmeisterschaft ATTU | 1986 | Shenzhen               | CHN  | Halbfinale    | Silber        |               |      |
| CHN     | Asienmeisterschaft ATTU | 1984 | Islamabad              | PAK  | Silber        | Silber        | Halbfinale    | 1    |
| CHN     | Asian Cup               | 1989 | Peking                 | CHN  | 3             |               |               |      |
| CHN     | Asian Cup               | 1988 | Manila                 | PHI  | 2             |               |               |      |
| CHN     | Asian Cup               | 1987 | Seoul                  | KOR  | 2             |               |               |      |
| CHN     | Asian Cup               | 1985 | Singapur               | SGP  | 1             |               |               |      |
| CHN     | Asienspiele             | 1990 | Peking                 | CHN  | Halbfinale    | Silber        |               |      |
| CHN     | Asienspiele             | 1986 | Seoul                  | KOR  |               | Viertelfinale |               | 2    |
| CHN     | Olympische Spiele       | 1988 | Seoul                  | KOR  | 6             | Gold medal    |               |      |
| CHN     | Weltmeisterschaft       | 1989 | Dortmund               | FRG  | letzte 32     | Halbfinale    | Halbfinale    | 2    |
| CHN     | Weltmeisterschaft       | 1987 | New Delhi              | IND  | Viertelfinale | Gold          | letzte 16     | 1    |
| CHN     | Weltmeisterschaft       | 1985 | Göteborg               | SWE  | Silber        | Viertelfinale | Viertelfinale | 1    |
| CHN     | World Cup               | 1990 | Chiba City             | JPN  | 3             |               |               |      |
| CHN     | World Cup               | 1988 | Canton & Wuhan         | CHN  | Silber        |               |               |      |
| CHN     | World Cup               | 1986 | Port of Spain          | TRI  | Gold          |               |               |      |
| CHN     | World Cup               | 1985 | Foshan                 | CHN  | 4             |               |               |      |
| CHN     | World Doubles Cup       | 1990 | Seoul                  | KOR  |               | Viertelfinale |               |      |
| CHN     | WTC-World Team Cup      | 1990 | Hokkaido, Aomori, Niig | JPN  |               |               |               | 2    |